# David Shahar

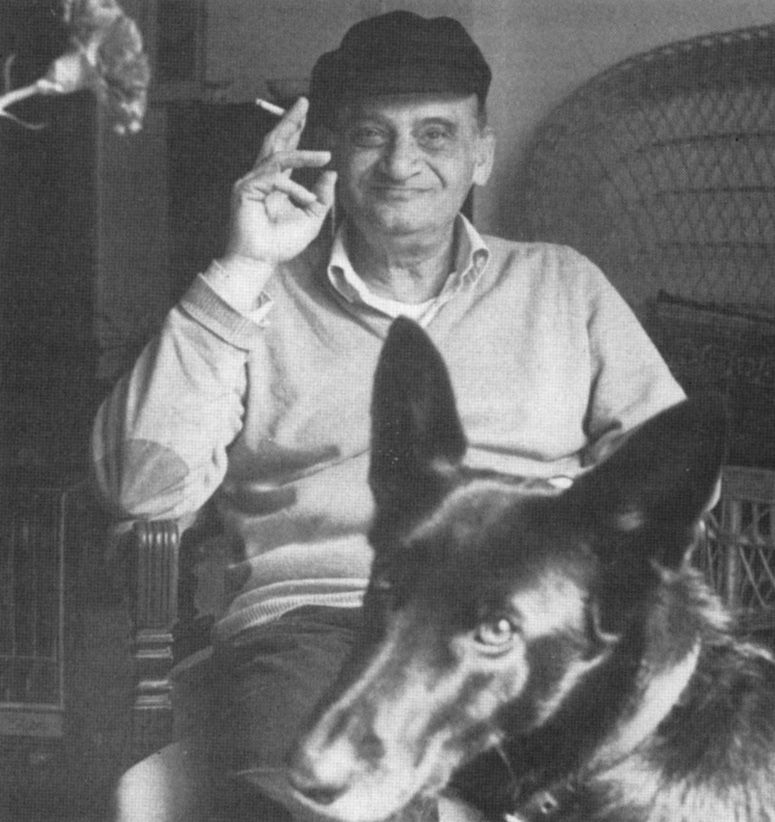
David Shahar

David Shahar (hebräisch דוד שחר; geboren 17. Juni 1926 in Jerusalem, Palästina (Völkerbundsmandat); gestorben 2. April 1997 in Paris) war ein israelischer Schriftsteller.

## Leben und Werk
David Shahar wurde 1926 in Jerusalem geboren; ein Teil seiner Familie war zuvor schon über vier Generationen in Jerusalem ansässig. Seine Kindheit verbrachte er im Jerusalemer Stadtviertel Me'a Sche'arim, das von streng religiösen Juden bewohnt wird. An der Hebräischen Universität Jerusalem studierte er Psychologie und Hebräische Literatur. Shahar schrieb Romane, Kurzgeschichten und ein Jugendbuch. Viele Jahre lang war er Vorsitzender der Hebrew Writers' Association. Seit 1956 war er mit der Historikerin Shulamith Shahar verheiratet. Im Jahr 1963, im Alter von 37 Jahren, verließ er erstmals Israel und lebte zwei Jahre in Paris. In seinen späteren Jahren wohnte er teils in Jerusalem und in Paris. Als Autor hatte er sowohl in Israel als auch in Frankreich Erfolg.
Die Pikareske bzw. der pikareske Roman, ein Schelmenroman, ist eine literarische Form, die in der Zeitperiode ab der im Jahr 1948 erfolgten Staatsgründung Israels in der hebräischen Literatur verbreitet war. Eines der ersten Werke dieser Literaturgattung war Shahars Roman Yerach Ha-Dvash Ve-Ha-Zahav (hebr.) von 1959. Seine Hauptfigur ist Schmulik, der als Betrüger einer Gesellschaft gegenübersteht und sie zu nutzen versteht, die als zynisch, korrupt und provinziell beschrieben wird. Der Literaturhistoriker Gershon Shaked vergleicht Schmulik mit Thomas Manns Romanfigur Felix Krull, den er als Archetyp des modernen Picaro bezeichnet.
Gershon Shaked charakterisiert hinsichtlich der erzählerischen Mittel Shahar als „einen zum Mystischen neigenden Autor“. Shahars Hauptwerk ist der achtbändige Roman-Zyklus Der Palast der zerbrochenen Gefäße (hebr.: Heikhal ha-Kelim ha-Shevurim), an dem er ab Ende der 1960er Jahre etwa 30 Jahre arbeitete und der ebenfalls zur Literaturgattung pikaresker Roman gehört. Darin stellt er eine Vielzahl von Personen dar, die im Zeitraum von der Ottomanischen Periode bis in die 1970er Jahre im Bereich des Jerusalemer Stadtviertels Geula leben. Shahars literarischer Stil kombiniert satirische Elemente, traumähnliche Szenen, komische Episoden und Anspielungen an die Mystik der Kabbala. Ein stilistisches Element ist auch, dass die naive Sichtweise eines zehnjährigen Jungen mit der Perspektive eines Erwachsenen verschränkt wird. Shahars Werk hat hinsichtlich der komplexen Erzähltechnik und dem gesellschaftlichen Konzept Ähnlichkeiten mit dem siebenteiligen Roman Auf der Suche nach der verlorenen Zeit von Marcel Proust.

## Auszeichnungen (Auswahl)
- 1969, 1978 und 1991: Prime Minister’s Prize for Hebrew Writers
- 1973: Agnon-Preis
- 1981: Prix Medicis (Frankreich) in der Kategorie ausländische Literatur für Roman Le Jour de la comtesse,[11] der dritte Band des Roman-Zyklus
- 1984 Bialik-Preis
- 1986: Ernennung zum Commandeur des französischen Ordens Ordre des Arts et des Lettres
- 1987: Neuman Prize
- 1997: President’s Prize

## Werke in deutscher Übersetzung
- Ein Sommer in der Prophetenstrasse. Aus d. Franz. von Eva Moldenhauer, Athenäum Verlag, Königstein im Taunus 1984
- Agent seiner Majestät. Athenäum Verlag, Königstein im Taunus 1984
- Die Reise nach Ur in Chaldäa. Roman. Aus d. Franz. von Eva Moldenhauer, Athenäum Verlag, Königstein im Taunus 1985